# مدولی (فیزیک)
در نظریه میدان کوانتومی، عبارت مدولی (یا میدان‌های مدولی) (به انگلیسی: Moduli) گاهی برای اشاره به میدانهای نرده‌ای به کار می‌رود که تابع انرژی پتانسیل آنها خانواده‌ایی از مینیمای سراسری دارد. چنین توابع پتانسیلی در سیستم‌های ابرتقارنی رخ می‌دهد. واژه مدولوس از ریاضیات وام گرفته‌شده‌است که در آنجا مترادف پارامتر است. واژه مدولی نخستین‌بار در سال ۱۸۵۷ در مقاله‌ای توسط برنهارت ریمان استفاده شد.